# Neonauclea bartlingii
Neonauclea bartlingii är en måreväxtart som först beskrevs av Dc., och fick sitt nu gällande namn av Elmer Drew Merrill. Neonauclea bartlingii ingår i släktet Neonauclea och familjen måreväxter.
Artens utbredningsområde är Filippinerna.

## Underarter
Arten delas in i följande underarter:
- N. b. bartlingii
- N. b. cumingiana